# Ceny Sdružení filmových a televizních herců za nejlepší ženský herecký výkon v minisérii nebo TV filmu
Ceny Sdružení filmových a televizních herců za nejlepší ženský herecký výkon v minisérii nebo TV filmu každoročně uděluje Americký odborový svaz herců a televizních a rozhlasových umělců (SAG-AFTRA).

## Vítězové a nominovaní

### 1994–1999
| Rok       | Vítězové a nominovaní | Seriál                                          | Role                            |
| --------- | --------------------- | ----------------------------------------------- | ------------------------------- |
| 1994 (1.) | Joanne Woodwardová    | Lekce života                                    | Maggie Moran                    |
| 1994 (1.) | Katharine Hepburnová  | Jeden Štědrý den                                | Cornelia Beaumont               |
| 1994 (1.) | Diane Keatonová       | Poslední let                                    | Amelia Earhartová               |
| 1994 (1.) | Sissy Spacek          | Místo pro Anii                                  | Susan Lansing                   |
| 1994 (1.) | Cicely Tyson          | Nejstarší žijící konfederační vdova vypráví vše | Castralia, otrokyně / uklízečka |
| 1995 (2.) | Alfre Woodardová      | The Piano Lesson                                | Berniece Charles                |
| 1995 (2.) | Glenn Close           | Tajná služba                                    | Margarethe Cammermeyer          |
| 1995 (2.) | Sally Fieldová        | Sama proti osudu                                | Bess Alcott Steed Garner        |
| 1995 (2.) | Anjelica Huston       | Konec Divokého západu                           | Calamity Jane                   |
| 1995 (2.) | Sela Ward             | Almost Golden: The Jessica Savitch Story        | Jessica Savitch                 |
| 1996 (3.) | Kathy Batesová        | Noční šichta                                    | Helen Kushnick                  |
| 1996 (3.) | Anne Bancroftová      | Homecoming                                      | Abigail Tillerman               |
| 1996 (3.) | Stockard Channing     | Správná rodina                                  | Barbara Whitney                 |
| 1996 (3.) | Jena Malone           | Bastard Out of Carolina                         | Ruth Boatwright                 |
| 1996 (3.) | Cicely Tyson          | The Road to Galveston                           | Jordan Roosevelt                |
| 1997 (4.) | Alfre Woodardová      | Miss Evers' Boys                                | Eunice Evers                    |
| 1997 (4.) | Glenn Close           | Za soumraku                                     | Janet                           |
| 1997 (4.) | Faye Dunawayová       | Soumrak rodiny Goldových                        | Phyllis Gold                    |
| 1997 (4.) | Sigourney Weaver      | Sněhurka - Příběh hrůzy                         | Lady Claudia Hoffman            |
| 1997 (4.) | Mare Winningham       | George Wallace                                  | Lurleen Wallace                 |
| 1998 (5.) | Angelina Jolie        | Gia                                             | Gia Carangi                     |
| 1998 (5.) | Ann-Margret           | Život jako večírek: Příběh Pamely Harrimanové   | Pamela Harriman                 |
| 1998 (5.) | Stockard Channing     | Dítě na prodej                                  | Rachel Luckman                  |
| 1998 (5.) | Olympia Dukakis       | More Tales of the City                          | Anna Madrigal                   |
| 1998 (5.) | Mary Steenburgen      | About Sarah                                     | Sarah Elizabeth McCaffrey       |
| 1999 (6.) | Halle Berryová        | Černá Carmen Dorothy Dandridge                  | Dorothy Dandridge               |
| 1999 (6.) | Kathy Batesová        | Annie                                           | slečna Agatha Hannigan          |
| 1999 (6.) | Judy Davisová         | Chladné klima                                   | Paula                           |
| 1999 (6.) | Sally Fieldová        | Chladné klima                                   | Iris                            |
| 1999 (6.) | Helen Mirrenová       | Posedlost Ayn Randové                           | Ayn Randová                     |

### 2000–2009
| Rok        | Vítězové a nominovaní | Seriál                                                 | Role                                                     |
| ---------- | --------------------- | ------------------------------------------------------ | -------------------------------------------------------- |
| 2000 (7.)  | Vanessa Redgrave      | Kdyby zdi mohly mluvit 2                               | Edith Tree                                               |
| 2000 (7.)  | Stockard Channing     | Pravda o Jane                                          | Janice                                                   |
| 2000 (7.)  | Judi Denchová         | Poslední sexbomby                                      | Elizabeth                                                |
| 2000 (7.)  | Sally Fieldová        | David Copperfield                                      | Teta Betsey Trotwood                                     |
| 2000 (7.)  | Elizabeth Franz       | Smrt obchodního cestujícího                            | Linda Loman                                              |
| 2001 (8.   | Judy Davisová         | Já a mé přízraky                                       | Judy Garlandová                                          |
| 2001 (8.   | Angela Bassettová     | Rubyina hospoda                                        | Ruby Delacroix                                           |
| 2001 (8.   | Anjelica Huston       | Mlhy Avalonu                                           | Vivianne                                                 |
| 2001 (8.   | Sissy Spacek          | Obžalovaná                                             | Sibyl Danforth                                           |
| 2001 (8.   | Emma Thompsonová      | Vtip                                                   | Vivian Bearing                                           |
| 2002 (9.)  | Stockard Channing     | The Matthew Shepard Story                              | Judy Shephard                                            |
| 2002 (9.)  | Kathy Batesová        | Sestry                                                 | Christine Chapman                                        |
| 2002 (9.)  | Helen Mirrenová       | Od dveří ke dveřím                                     | Mrs. Porter                                              |
| 2002 (9.)  | Vanessa Redgrave      | Stahující se mračna                                    | Clementine Churchill                                     |
| 2002 (9.)  | Uma Thurman           | Duševní slepota                                        | Debbie Miller                                            |
| 2003 (10.) | Meryl Streepová       | Andělé v Americe                                       | Hannah Pitt / Ethel Rosenberg / Rabín/ Anděl v Austrálii |
| 2003 (10.) | Anne Bancroftová      | Římské jaro paní Stoneové                              | Contessa                                                 |
| 2003 (10.) | Helen Mirrenová       | Římské jaro paní Stoneové                              | Karen Stone                                              |
| 2003 (10.) | Mary-Louise Parker    | Andělé v Americe                                       | Harper Pitt                                              |
| 2003 (10.) | Emma Thompsonová      | Andělé v Americe                                       | sestra Emily / bezdomovkyně / anděl v Americe            |
| 2004 (11.) | Glenn Close           | Lev v zimě                                             | Královna Eleanor                                         |
| 2004 (11.) | Patricia Heaton       | Děvče pro zábavu                                       | Paula McFadden                                           |
| 2004 (11.) | Keke Palmer           | Anděl strážný                                          | Lou                                                      |
| 2004 (11.) | Hilary Swanková       | Andělé s ocelovým hlasem                               | Alice Paul                                               |
| 2004 (11.) | Charlize Theronová    | Život a smrt Petera Sellerse                           | Britt Ekland                                             |
| 2005 (12.) | S. Epatha Merkerson   | Lackawanna Blues                                       | Rachel „Nanny“ Crosby                                    |
| 2005 (12.) | Tonantzin Carmelo     | Na Západ                                               | Thunder Heart Woman                                      |
| 2005 (12.) | Cynthia Nixonová      | Warm Springs                                           | Eleanor Rooseveltová                                     |
| 2005 (12.) | Robin Wrightová       | Zánik Empire Falls                                     | Grace Roby                                               |
| 2005 (12.) | Joanne Woodwardová    | Zánik Empire Falls                                     | Francine Whiting                                         |
| 2006 (13.) | Helen Mirrenová       | Královna Alžběta                                       | Královna Alžběta                                         |
| 2006 (13.) | Annette Beningová     | Paní Harrisová                                         | Jean Harris                                              |
| 2006 (13.) | Shirley Jones         | Toulavý anděl                                          | Teta Batty                                               |
| 2006 (13.) | Cloris Leachman       | Paní Harrisová                                         | Pearl „Billie“ Schwartz                                  |
| 2006 (13.) | Greta Scacchi         | Prolomená stezka                                       | Nola Johns                                               |
| 2007 (14.) | Queen Latifah         | Životní poslání                                        | Ana Walace                                               |
| 2007 (14.) | Ellen Burstynová      | Oprah Winfrey Presents: Mitch Albom's For One More Day | Posey                                                    |
| 2007 (14.) | Debra Messingová      | Odložená žena                                          | Molly Kagan                                              |
| 2007 (14.) | Anna Paquin           | Mé srdce pohřběte u Wounded Knee                       | Elaine Goodale                                           |
| 2007 (14.) | Vanessa Redgrave      | The Fever                                              | Žena                                                     |
| 2007 (14.) | Gena Rowlands         | Co kdyby Bůh byl sluncem...                            | Melissa Eisenbloom                                       |
| 2008 (15.) | Laura Linneyová       | John Adams                                             | Abigail Adamsová                                         |
| 2008 (15.) | Laura Dernová         | Nové sčítání hlasů                                     | Katherine Harris                                         |
| 2008 (15.) | Shirley MacLaine      | Coco Chanel                                            | Coco Chanel                                              |
| 2008 (15.) | Phylicia Rashad       | Zatmění slunce                                         | Lena Younger                                             |
| 2008 (15.) | Susan Sarandonová     | Bernard a Doris                                        | Doris Duke                                               |
| 2009 (16.) | Drew Barrymoreová     | Grey Gardens                                           | Edith Beale                                              |
| 2009 (16.) | Joan Allen            | Georgia O'Keeffeová                                    | Georgia O‘Keeffe                                         |
| 2009 (16.) | Ruby Dee              | America                                                | Mrs. Harper                                              |
| 2009 (16.) | Jessica Lange         | Grey Gardens                                           | Edith Bouvier-Beale                                      |
| 2009 (16.) | Sigourney Weaver      | Modlitby za Bobbyho                                    | Mary Griffith                                            |

### 2010–2019
| Rok        | Vítězové a nominovaní   | Seriál                                                    | Role                                   |
| ---------- | ----------------------- | --------------------------------------------------------- | -------------------------------------- |
| 2010 (17.) | Claire Danesová         | Temple Grandinová                                         | Temple Grandinová                      |
| 2010 (17.) | Catherine O'Hara        | Temple Grandinová                                         | Aunt Ann                               |
| 2010 (17.) | Julia Ormond            | Temple Grandinová                                         | Eustacia Grandin                       |
| 2010 (17.) | Winona Ryder            | Když láska nestačí: Lois Wilson                           | Lois Wilson                            |
| 2010 (17.) | Susan Sarandonová       | Doktor Smrt                                               | Janet Good                             |
| 2011 (18.) | Kate Winsletová         | Mildred Pierceová                                         | Mildred Pierce                         |
| 2011 (18.) | Diane Lane              | Cinema Verite                                             | Pat Loud                               |
| 2011 (18.) | Maggie Smithová         | Panství Downton                                           | Violet, Dowager Countess of Grantham   |
| 2011 (18.) | Emily Watsonová         | Vrahova důvěrnice                                         | Janet Leach                            |
| 2011 (18.) | Betty Whiteová          | Ztracený Valentýn                                         | Caroline Thomas                        |
| 2012 (19.) | Julianne Moore          | Prezidentské volby                                        | Sarah Palinová                         |
| 2012 (19.) | Nicole Kidmanová        | Hemingway a Gellhornová                                   | Martha Gellhorn                        |
| 2012 (19.) | Charlotte Rampling      | Neklid                                                    | Eva Delectorskaya                      |
| 2012 (19.) | Sigourney Weaver        | Politická hra                                             | Elaine Barrish Hammond                 |
| 2012 (19.) | Alfre Woodardová        | Ocelové magnólie                                          | Ouiser                                 |
| 2013 (20.) | Helen Mirrenová         | Phil Spector                                              | Linda Kenney Baden                     |
| 2013 (20.) | Angela Bassettová       | Betty & Coretta                                           | Coretta Scott King                     |
| 2013 (20.) | Helena Bonham Carterová | Burton a Taylorová                                        | Elizabeth Taylor                       |
| 2013 (20.) | Holly Hunter            | Na jezeře                                                 | GJ                                     |
| 2013 (20.) | Elisabeth Mossová       | Na jezeře                                                 | Det. Robin Griffin                     |
| 2014 (21.) | Frances McDormandová    | Olive Kitteridgeová                                       | Olive Kitteridgeová                    |
| 2014 (21.) | Ellen Burstynová        | Flowers in the Attic                                      | Olivia Foxworth                        |
| 2014 (21.) | Maggie Gyllenhaal       | The Honourable Woman                                      | Nessa Stein, Baroness Stein of Tilbury |
| 2014 (21.) | Julia Robertsová        | Stejná srdce                                              | Dr. Emma Brookner                      |
| 2014 (21.) | Cicely Tyson            | The Trip to Bountiful                                     | Mrs. Carrie Watts                      |
| 2015 (22.) | Queen Latifah           | Bessie                                                    | Bessie Smith                           |
| 2015 (22.) | Nicole Kidmanová        | Grace, kněžna monacká                                     | Grace Kellyová                         |
| 2015 (22.) | Christina Ricci         | Lizzie Borden: The Fall River Chronicles                  | Lizzie Borden                          |
| 2015 (22.) | Susan Sarandonová       | Tajný život Marilyn Monroe                                | Gladys Monroe Mortenson                |
| 2015 (22.) | Kristen Wiigová         | The Spoils Before Dying                                   | Delores O’Dell                         |
| 2016 (23.) | Sarah Paulsonová        | American Crime Story                                      | Marcia Clark                           |
| 2016 (23.) | Bryce Dallas Howardová  | Černé zrcadlo                                             | Lacie Pound                            |
| 2016 (23.) | Felicity Huffmanová     | American Crime                                            | Leslie Graham                          |
| 2016 (23.) | Audra McDonald          | Lady Day                                                  | Billie Holiday                         |
| 2016 (23.) | Kerry Washingtonová     | Svědectví                                                 | Anita Hill                             |
| 2017 (24.) | Nicole Kidman           | Sedmilhářky                                               | Celeste Wright                         |
| 2017 (24.) | Jessica Lange           | Zlá krev                                                  | Joan Crawford                          |
| 2017 (24.) | Susan Sarandon          | Zlá krev                                                  | Bette Davis                            |
| 2017 (24.) | Reese Witherspoonová    | Sedmilhářky                                               | Madeline MacKenzie                     |
| 2017 (24.) | Laura Dern              | Sedmilhářky                                               | Renata Klein                           |
| 2018 (25.) | Patricia Arquette       | Útěk z vězení v Dannemoře                                 | Tilly Mitchell                         |
| 2018 (25.) | Amy Adams               | Ostré předměty                                            | Camille Preaker                        |
| 2018 (25.) | Patricia Clerkson       | Ostré předměty                                            | Adora Crellin                          |
| 2018 (25.) | Penélope Cruz           | The Assassination of Gianni Versace: American Crime Story | Donatella Versace                      |
| 2018 (25.) | Emma Stoneová           | Maniak                                                    | Annie Landsberg                        |
| 2019 (26.) | Michelle Williamsová    | Fosse/Verdon                                              | Gwen Verdon                            |
| 2019 (26.) | Patricia Arquette       | Odhalení                                                  | Dee Dee Blanchard                      |
| 2019 (26.) | Joey King               | Odhalení                                                  | Gypsy Rose Blanchard                   |
| 2019 (26.) | Toni Collette           | Neuvěřitlená                                              | Grace Rasmussen                        |
| 2019 (26.) | Emily Watson            | Černobyl                                                  | Ulana Khomyuk                          |

### 2020–2029
| Rok        | Vítězové a nominovaní | Seriál                             | Role                       |
| ---------- | --------------------- | ---------------------------------- | -------------------------- |
| 2020 (27.) | Anya Taylor-Joy       | Dámský gambit                      | Beth Harmon                |
| 2020 (27.) | Cate Blanchettová     | Mrs. America                       | Phyllis Schlafly           |
| 2020 (27.) | Michaela Coel         | Můžu tě zničit                     | Arabella Essiedu           |
| 2020 (27.) | Nicole Kidman         | Mělas to vědět                     | Grace Fraser               |
| 2020 (27.) | Kerry Washingtonová   | Ohníčky všude kolem                | Mia Warren                 |
| 2021 (28.) | Kate Winslet          | Mare z Easttownu                   | Marianne Sheehan           |
| 2021 (28.) | Jennifer Coolidge     | Bílý lotos                         | Tanya McQuoidová           |
| 2021 (28.) | Cynthia Erivo         | Génius                             | Aretha Franklin            |
| 2021 (28.) | Margaret Qualley      | Služka                             | Alexandra „Alex“ Russell   |
| 2021 (28.) | Jean Smartová         | Mare z Easttownu                   | Helen Fahey                |
| 2022 (29.) | Jessica Chastainová   | George & Tammy                     | Tammy Wynette              |
| 2022 (29.) | Emily Bluntová        | Angličanka                         | Cornelia Locke             |
| 2022 (29.) | Julia Garner          | Neskutečná Anna                    | Anna Sorokin / Anna Delvey |
| 2022 (29.) | Niecy Nash-Betts      | Monstrum: Příběh Jeffreyho Dahmera | Glenda Clevelandová        |
| 2022 (29.) | Amanda Seyfriedová    | Kauza Theranos                     | Elizabeth Holmesová        |
| 2023 (30.) | Ali Wong              | Ve při                             | Amy Lau                    |
| 2023 (30.) | Uzo Aduba             | Zabiják bolesti                    | Edie Flowers               |
| 2023 (30.) | Kathryn Hahn          | Krásné maličkosti                  | Clare Pierce               |
| 2023 (30.) | Brie Larson           | Lekce chemie                       | Elizabeth Zott             |
| 2023 (30.) | Bel Powley            | Světlo naděje                      | Miep Giesová               |

## Herci s více vítězstvími
2 vítězství
- Helen Mirrenová
- Queen Latifah
- Kate Winsletová
- Alfre Woodardová